# Lure (quận)
Quận Lure là một quận của Pháp, nằm ở tỉnh Haute-Saône, ở vùng Franche-Comté. Quận này có 13 tổng và 194 xã.

## Các đơn vị hành chính

### Các tổng
Các tổng của quận Lure là: 
1. Champagney
2. Faucogney-et-la-Mer
3. Héricourt-Est
4. Héricourt-Ouest
5. Lure-Nord
6. Lure-Sud
7. Luxeuil-les-Bains
8. Mélisey
9. Saint-Loup-sur-Semouse
10. Saint-Sauveur
11. Saulx
12. Vauvillers
13. Villersexel

### Các xã
Các xã của quận Lure, và mã INSEE là: 
| 1. Abelcourt (70001)                        | 2. Adelans-et-le-Val-de-Bithaine (70004) | 3. Aillevans (70005)                    | 4. Aillevillers-et-Lyaumont (70006)            |
| 5. Ailloncourt (70007)                      | 6. Ainvelle (70008)                      | 7. Alaincourt (70010)                   | 8. Amage (70011)                               |
| 9. Ambiévillers (70013)                     | 10. Amblans-et-Velotte (70014)           | 11. Amont-et-Effreney (70016)           | 12. Andornay (70021)                           |
| 13. Anjeux (70023)                          | 14. Arpenans (70029)                     | 15. Athesans-Étroitefontaine (70031)    | 16. Autrey-le-Vay (70042)                      |
| 17. Bassigney (70052)                       | 18. Baudoncourt (70055)                  | 19. Belfahy (70061)                     | 20. Belmont (70062)                            |
| 21. Belonchamp (70063)                      | 22. Belverne (70064)                     | 23. Betoncourt-Saint-Pancras (70069)    | 24. Betoncourt-lès-Brotte (70067)              |
| 25. Beulotte-Saint-Laurent (70071)          | 26. Beveuge (70072)                      | 27. Bouhans-lès-Lure (70081)            | 28. Bouligney (70083)                          |
| 29. Bourguignon-lès-Conflans (70087)        | 30. Breuches (70093)                     | 31. Breuchotte (70094)                  | 32. Brevilliers (70096)                        |
| 33. Briaucourt (70097)                      | 34. Brotte-lès-Luxeuil (70098)           | 35. Chagey (70116)                      | 36. Champagney (70120)                         |
| 37. Champey (70121)                         | 38. Chavanne (70147)                     | 39. Chenebier (70149)                   | 40. Châlonvillars (70117)                      |
| 41. Châteney (70140)                        | 42. Châtenois (70141)                    | 43. Citers (70155)                      | 44. Clairegoutte (70157)                       |
| 45. Coisevaux (70160)                       | 46. Conflans-sur-Lanterne (70168)        | 47. Corbenay (70171)                    | 48. Corravillers (70176)                       |
| 49. Courchaton (70180)                      | 50. Courmont (70182)                     | 51. Couthenans (70184)                  | 52. Crevans-et-la-Chapelle-lès-Granges (70187) |
| 53. Creveney (70188)                        | 54. Cubry-lès-Faverney (70190)           | 55. Cuve (70194)                        | 56. Dambenoît-lès-Colombe (70195)              |
| 57. Dampierre-lès-Conflans (70196)          | 58. Dampvalley-Saint-Pancras (70200)     | 59. Errevet (70215)                     | 60. Esboz-Brest (70216)                        |
| 61. Esmoulières (70217)                     | 62. Fallon (70226)                       | 63. Faucogney-et-la-Mer (70227)         | 64. Faymont (70229)                            |
| 65. Fleurey-lès-Saint-Loup (70238)          | 66. Fontaine-lès-Luxeuil (70240)         | 67. Fontenois-la-Ville (70242)          | 68. Fougerolles (70245)                        |
| 69. Frahier-et-Chatebier (70248)            | 70. Francalmont (70249)                  | 71. Franchevelle (70250)                | 72. Fresse (70256)                             |
| 73. Froideconche (70258)                    | 74. Froideterre (70259)                  | 75. Frotey-lès-Lure (70260)             | 76. Frédéric-Fontaine (70254)                  |
| 77. Genevreuille (70262)                    | 78. Genevrey (70263)                     | 79. Georfans (70264)                    | 80. Girefontaine (70269)                       |
| 81. Gouhenans (70271)                       | 82. Grammont (70273)                     | 83. Granges-la-Ville (70276)            | 84. Granges-le-Bourg (70277)                   |
| 85. Haut-du-Them-Château-Lambert (70283)    | 86. Hautevelle (70284)                   | 87. Hurecourt (70287)                   | 88. Héricourt (70285)                          |
| 89. Jasney (70290)                          | 90. La Bruyère (70103)                   | 91. La Chapelle-lès-Luxeuil (70128)     | 92. La Corbière (70172)                        |
| 93. La Creuse (70186)                       | 94. La Côte (70178)                      | 95. La Lanterne-et-les-Armonts (70295)  | 96. La Longine (70308)                         |
| 97. La Montagne (70352)                     | 98. La Neuvelle-lès-Lure (70385)         | 99. La Pisseure (70411)                 | 100. La Proiselière-et-Langle (70425)          |
| 101. La Rosière (70453)                     | 102. La Vaivre (70512)                   | 103. La Vergenne (70544)                | 104. La Villedieu-en-Fontenette (70555)        |
| 105. La Voivre (70573)                      | 106. Lantenot (70294)                    | 107. Le Val-de-Gouhenans (70515)        | 108. Les Aynans (70046)                        |
| 109. Les Fessey (70233)                     | 110. Les Magny (70317)                   | 111. Linexert (70304)                   | 112. Lomont (70306)                            |
| 113. Longevelle (70307)                     | 114. Lure (70310)                        | 115. Luxeuil-les-Bains (70311)          | 116. Luze (70312)                              |
| 117. Lyoffans (70313)                       | 118. Magnivray (70314)                   | 119. Magnoncourt (70315)                | 120. Magny-Danigon (70318)                     |
| 121. Magny-Jobert (70319)                   | 122. Magny-Vernois (70321)               | 123. Mailleroncourt-Charette (70322)    | 124. Mailleroncourt-Saint-Pancras (70323)      |
| 125. Malbouhans (70328)                     | 126. Mandrevillars (70330)               | 127. Marast (70332)                     | 128. Melincourt (70338)                        |
| 129. Meurcourt (70344)                      | 130. Miellin (70345)                     | 131. Mignavillers (70347)               | 132. Moffans-et-Vacheresse (70348)             |
| 133. Moimay (70349)                         | 134. Mollans (70351)                     | 135. Montdoré (70360)                   | 136. Montessaux (70361)                        |
| 137. Mélecey (70336)                        | 138. Mélisey (70339)                     | 139. Neurey-en-Vaux (70380)             | 140. Oppenans (70395)                          |
| 141. Oricourt (70396)                       | 142. Ormoiche (70398)                    | 143. Palante (70403)                    | 144. Plainemont (70412)                        |
| 145. Plancher-Bas (70413)                   | 146. Plancher-les-Mines (70414)          | 147. Pomoy (70416)                      | 148. Pont-du-Bois (70419)                      |
| 149. Pont-sur-l'Ognon (70420)               | 150. Quers (70432)                       | 151. Raddon-et-Chapendu (70435)         | 152. Rignovelle (70445)                        |
| 153. Ronchamp (70451)                       | 154. Roye (70455)                        | 155. Saint-Barthélemy (70459)           | 156. Saint-Bresson (70460)                     |
| 157. Saint-Ferjeux (70462)                  | 158. Saint-Germain (70464)               | 159. Saint-Loup-sur-Semouse (70467)     | 160. Saint-Sauveur (70473)                     |
| 161. Saint-Sulpice (70474)                  | 162. Saint-Valbert (70475)               | 163. Sainte-Marie-en-Chanois (70469)    | 164. Sainte-Marie-en-Chaux (70470)             |
| 165. Saulnot (70477)                        | 166. Saulx (70478)                       | 167. Secenans (70484)                   | 168. Selles (70485)                            |
| 169. Senargent-Mignafans (70487)            | 170. Servance (70489)                    | 171. Servigney (70490)                  | 172. Tavey (70497)                             |
| 173. Ternuay-Melay-et-Saint-Hilaire (70498) | 174. Trémoins (70506)                    | 175. Vauvillers (70526)                 | 176. Vellechevreux-et-Courbenans (70530)       |
| 177. Velleminfroy (70537)                   | 178. Velorcey (70541)                    | 179. Verlans (70547)                    | 180. Villafans (70552)                         |
| 181. Villargent (70553)                     | 182. Villers-la-Ville (70562)            | 183. Villers-lès-Luxeuil (70564)        | 184. Villers-sur-Saulnot (70567)               |
| 185. Villersexel (70561)                    | 186. Visoncourt (70571)                  | 187. Vouhenans (70577)                  | 188. Vy-lès-Lure (70581)                       |
| 189. Vyans-le-Val (70579)                   | 190. Échavanne (70205)                   | 191. Échenans-sous-Mont-Vaudois (70206) | 192. Écromagny (70210)                         |
| 193. Éhuns (70213)                          | 194. Étobon (70221)                      |                                         |                                                |